# Burg László
Burg László (Budapest, 1955. június 5. –) labdarúgó, hátvéd.

## Pályafutása
Az MTK csapatában mutatkozott az élvonalban 1973. június 20-án a Zalaegerszegi TE ellen, ahol csapata 4–0-ra kikapott. 1973 és 1980 között 87 bajnoki mérkőzésen szerepelt kék-fehér színekben és öt gólt szerzett. Tagja volt az 1977–78-as idényben bronzérmet szerzett csapatnak. Utolsó élvonalbeli mérkőzésen a Ferencvárostól 3–1-es vereséget szenvedett csapata.

## Sikerei, díjai
- Magyar bajnokság
  - 3.: 1977–78
- Magyar kupa (MNK)
  - döntős: 1976
- Kupagyőztesek Európa-kupája (KEK)
  - negyeddöntős: 1976–77